# 高德纳
高德納（英語：Donald Ervin Knuth，音譯唐納德·爾文·克努斯，1938年1月10日—），出生於美国密尔沃基，著名计算机科学家及數學家，斯坦福大学计算机系榮譽退休教授。高德纳教授為现代计算机科学的先驅人物，創造了演算法分析的領域，在數個理論計算機科學的分支做出基石一般的貢獻。在计算机科学及数学领域发表了多部具广泛影响的论文和著作。1974年圖靈獎得主。
高德纳所写的《计算机程序设计艺术》（The Art of Computer Programming）是計算機科學界高度敬重的參考書籍之一。他也是排版軟件TeX和字型設計系統Metafont的发明人。此外，他还曾提出文学编程的概念，並創造了WEB與CWEB軟體，作為文學編程開發工具。

## 名稱
高德納的英文名直译为唐纳德·爾文·克努斯（Knuth發音為/kənuːθ/），「高德納」這個中文名字是1977年他訪問中國之前所取的，命名者是儲楓（姚期智的夫人，計算機科學家，2004年至2011年在香港城市大學電腦科學系擔任系主任
）。

## 简历

### 早年
高德納出生於於美國威斯康辛州密西根湖邊的密爾瓦基。密爾瓦基是一個山靈水秀、人才輩出的地方，諾貝爾獎得主司馬賀（H. A. Simon）也是在這裡出生的。他父親 Ervin Henry Knuth是德裔美國人，母親是 Louise Marie Bohning。父親有研究生學歷，是一個多才多藝的人，星期天在教堂演奏風琴，在自家地下室經營一個小印刷廠，並在高德納就讀的 Milwaukee Lutheran High School中學教簿記。

### 中學時期
高德納在中學時期就已經展現出學術天分，初中二年級，當地的Ziegler糖果公司為了促銷其稱為Giant Bar的一種棒棒糖，在學校中辦了一個比賽，看誰能用Ziegler's Giant Bar中的字母排列組合出最多的單詞。高德納假裝胃疼，在家裡待了兩個星期，利用一部大字典，得出了4,500個單詞，而裁判只掌握了約2,500多個單詞，他的班級贏得冠軍，獲得一台電視機和每人一塊Giant Bar，而他本人則贏得一副雪撬。

### 大學時期
1956年，高德納以各科平均97.5分的創記錄的高分從中學畢業。由於高德納對物理和音樂都很有興趣，他曾猶豫大學要唸物理還是音樂，後來他決定念物理，進入俄亥俄州克利夫蘭的凱斯理工學院（現在併入凯斯西储大学）攻讀物理。在此時期，他接觸到當時最先進的大型電腦 IBM 650，他讀過了電腦的手冊後，認為自己可以幫IBM 650寫出更好的編譯程式，便動手開始做。
1959年，高德納成了第一屆Engineering and Science Review 期刊的編輯，該期刊是當時最好的工程科學期刊，獲得了國家獎。高德納從主修物理改成主修數學。1960年, 高德納從凯斯理工學院畢業時，由於他的傑出表現，同時獲得學士與碩士學位。

### 博士生研究時期
1960年，高德纳進入加州理工學院研究所，研究所二年級時，為私人公司寫編譯器，賺得5,000元美金。1962年1月Addison-Wesley公司的顧問理查·瓦嘎（Richard Varga）請他出版一本有关编译器的书籍。1963年，高德纳获得加州理工學院数学博士学位，指導教授是數學家马绍尔·哈尔。

### 學術成就
高德纳畢業之後留在加州理工學院任教，并在数学与计算机程序设计领域取得多项成就。
1966年，当高德纳的著作已经长达3000多页时，他与出版商商定，编纂一部系统地介绍计算机程序设计的巨著《计算机程序设计艺术》。截至2018年12月，该书已经出版了4卷，并对计算机领域产生了深远的影响。高德纳本人预计第5卷将会在2025年完稿。《科学美国人》杂志曾将该书与爱因斯坦的《相对论》、狄拉克的《量子力学原理》、理查·費曼的《量子電動力學》等书并列为20世纪最重要的12本物理科學類專論书之一。
1968年，高德纳拒绝了美国国家安全局的工作邀请，受聘成为斯坦福大学计算机系教授，直到退休，其間1972—1973年曾經在奧斯陸大學當客座教授。和他的一個學生開發了克努斯-莫里斯-普拉特算法（KMP算法），該法則使計算機在文章中搜索一串字符的過程更加連貫。他在担任该职务期间开发了TeX排版软件，成为今天大多数科技书籍使用的排版程序。除此之外高德纳还在计算机领域作出了多项贡献，例如LR解析理论（LR parsing theory）、克努斯-莫里斯-普拉特模式（Knuth-Moris-Pratt pattern）等。
1979年卡特總統頒與國家科學獎。1996年11月榮獲京都獎。

## 个人生活

### 婚姻
高德纳與妻子高精蘭（Jill）定居於斯坦福大學校園內，育有一儿高小强（取名John）和一女高小珍（取名Jennifer）。

### 性格
很多人都认为高德纳非常有趣。他会奖励每一个找出他的著作中任何错误的人，就能得到2.56美元，因为“256美分刚好是十六进制的一美元”（256 pennies is one hexadecimal dollar）
；另外，对于每个“有价值的建议”，他设立了0.32美元的奖金。高德纳可以算是一名标准的黑客，他最喜欢的软件是Emacs，并曾向其作者理查·史托曼提交修改提案。
与大多数传统黑客一样，高德纳酷爱音乐。高中的時候，Knuth興趣所在並非數學，而是音乐，尤其是聽音樂和作曲。他一度还曾考虑报考音乐专业。他在他的书房中放了一个特别定制的84管的管风琴。除此之外他也会吹萨克斯风和大号。
高德納的作品《歌曲的计算复杂度》（The Complexity of Songs）曾兩度刊印在计算机协会期刊上。

## 著作
高德纳的《计算机程序设计艺术》計劃出版7卷，该书自第3卷于二十世纪七十年代初版以来，一直沒有下一卷的進展。因此他自1990年起就停止使用电子邮件（高德納自1975年就開始使用電子郵件）以专心撰写余下的4卷。
在计算机科學以外，高德纳亦著有論述基督教信仰的書籍，如《3:16 Bible Texts Illuminated》（1991年，ISBN 0-89579-252-4），以及《Things A Computer Scientist Rarely Talks About》（2001年，ISBN 1-57586-326-X），這些被視為计算机科學家少有的作品。

## 荣誉
- 1971年获首届美國計算機協會Grace Murray Hopper奖
- 1973年当选为美國人文與科學院院士
- 1974年获ACM协会图灵奖
- 1975年当选为美国国家科学院院士
- 同年荣获美国数学协会Lester R. Ford奖
- 1979年获卡特总统颁发美国国家科学奖章
- 1981年当选为美国工程院院士
- 1982年获计算机先锋奖（Computer Pioneer Award）
- 1982年成为IEEE荣誉会员（英语：IEEE Honorary Membership）
- 1986年荣获美国数学学会Steele Award
- 1988年获富蘭克林獎章
- 1994年获瑞典科学院Adelskold奖
- 1995年获IEEE冯·诺伊曼奖
- 1996年获Inamori基金会京都先进技术奖（Kyoto Prize for Advanced Technology）